# Acajutiba (kommun)
Acajutiba är en kommun i Brasilien.   Den ligger i delstaten Bahia, i den östra delen av landet, 1 200 km öster om huvudstaden Brasília. Antalet invånare är 14 830.
Följande samhällen finns i Acajutiba:
- Acajutiba

Omgivningarna runt Acajutiba är huvudsakligen savann. Runt Acajutiba är det ganska tätbefolkat, med 54 invånare per kvadratkilometer.